# 竹村欣三
竹村 欣三（たけむら きんぞう、1927年2月28日 - 2010年6月27日）は、立正佼成会の人物。
東京出身。1950年慶應義塾大学経済学部卒、1951年立正佼成会に入会、1958年教団本部。1966年佼成出版社取締役、71年会長秘書室長、理事、海外布教区長、佼成出版社社長。

## 著書
- 『心の回転椅子 つれづれ人生論』佼成出版社 1965
- 『続・心の回転椅子 見聞触知』佼成出版社 1996
- 『続・続心の回転椅子 見聞触知パート2』佼成出版社 1997
- 『私の信仰いろは帖 開祖さまのおそばで二十年』佼成出版社 2002
- 『新心の回転椅子』佼成出版社 2004
- 『開祖さまを想う』佼成出版社 2009

共著
- 『お母さんになる日 胎児に学ぶすてきな10カ月』大島清共著 佼成出版社 1991